# Percy Sladen Memorial Trust
La Percy Sladen Memorial Trust  es un fideicomiso administrado por la Sociedad Linneana de Londres para el apoyo a la investigación científica. Fue dotado por la esposa del biólogo marino Percy Sladen (1849-1900) en su memoria.
El Fondo ha sido, en general, dedicado al apoyo del trabajo de campo. Las principales expediciones científicas que han sido financiados por el fideicomiso incluyen:
- el Percy Sladen Trust Expedition al Océano Índico (1905);
- el Percy Sladen Trust Expedition a Melanesia;
- el Percy Sladen Trust Expedition a África occidental;
- el Percy Sladen Trust Expeditions a las islas Abrolhos (1913,1915);
- el Percy Sladen Trust Expedition al lago Titicaca (1937)

Otros usos de los fondos incluyen una donación al Museo Memorial del Royal Albert en Exeter, para la curaduría de la Colección Sladen de equinodermos.